# Sexe fort
Sexe fort è il settimo album in studio della cantante francese Patricia Kaas, pubblicato nel 2003.

## Tracce
1. Où sont les hommes
2. L'Abbé Caillou
3. Je ne veux plus te pardonner
4. La nuit est mauve
5. C'est les femmes qui mènent la danse
6. On pourrait (duetto con Stephan Eicher)
7. J'en tremblerai encore
8. Je t'aime, je ne t'aime plus
9. C'est la faute à la vie
10. Je le garde pour toi
11. Ma blessure
12. Des regrets
13. Tu pourras dire
14. Peut-être que peut-être
15. Une question de temps